# کنراد جنیس
کنراد جنیس (انگلیسی: Conrad Janis؛ زادهٔ ۱۱ فوریهٔ ۱۹۲۸ –  درگذشتهٔ ۱ مارس ۲۰۲۲) هنرپیشه و نوازنده اهل ایالات متحده آمریکا بود. وی از سال ۱۹۴۵ میلادی تا زمان مرگ مشغول فعالیت بوده‌است.

## گزیده فیلمشناسی
از فیلم‌ها یا برنامه‌های تلویزیونی که وی در آن نقش داشته‌است می‌توان به آثار زیر اشاره کرد.
- فرودگاه ۱۹۷۵ (۱۹۷۴)
- دوشس و روباه درت واتر (۱۹۷۶)
- روزلند (فیلم) (۱۹۷۷)
- داستان بادی هولی (۱۹۷۸)
- آقای شنبه شب (۱۹۹۲)
- پسر کابلی (۱۹۹۶)

## زندگی شخصی
اولین ازدواج جنیس با ویکی کوارلز بود. آنها با هم صاحب دو فرزند شدند: کریستوفر و کارین. آنها بعداً طلاق گرفتند. ازدواج دوم او با روندا کوپلند نیز به طلاق انجامید. جنیس در سال ۱۹۸۷ با همسر سوم خود، ماریا گریم، ازدواج کرد. آنها تا زمان مرگ او در سپتامبر ۲۰۲۱ باهم زندگی کردند.
جنیس در ۱ مارس ۲۰۲۲ در لس آنجلس درگذشت. او ۹۴ ساله بود.